# Густав Адольф Левенгаупт
Густав Адольф Левенгаупт (швед. Gustaf Adolf Levenhaupt; 24 лютого 1619 — 29 листопада 1656) — граф і шведський військовий діяч, фельдмаршал.

## Біографія
Брав участь у Тридцятирічній війні як командир полку в битві під Брайтенфельдом (1642). Також брав участь у війні з Польщею. 
Обіймав посади генерал-майора (1645), генерала (1651), таємного радника (1650), фельдмаршала (1655).
У 1648 році одружився з графинею Христиною Катаріною Делагарді.